# Pannonicum flóratartomány
A Pannonicum az északi flórabirodalom (Holarktisz) közép-európai flóraterületének egyik flóratartománya, ami nagyjából a Kárpát-medence belső területeit öleli fel.

## Határai
Ide tartozik Magyarország területének nagy többsége néhány egészen apró kivétellel:
- a Zempléni-hegységben a Nagy-Milicet és közvetlen környezetét a Carpaticum flóratartományba (az Északi Kárpátok flóravidékébe) soroljuk;
- a nyugati határszélen néhány kisebb folton (Sopron, Kőszeg, Vendvidék) már az alpi flóratartomány Noricum flóravidékének jellegzetességei tűnnek fel;
- délnyugati határa a szubmediterrán flóraterület Illiricum flóratartományával (a szlavóniai flóravidékkel) nem egyértelműen tisztázott. A határt a legtöbb szerző nagyjából a Dráva, illetve Száva vonalán vonják meg, egyesek azonban az Illiricumhoz csatolják a teljes Dél-Dunántúlt. A többségi álláspont szerint az Illiricumhoz csak a Zákány-őrtilosi-dombvidék és a Villányi-hegység tartozik – afféle szigetként a Pannonicumban (valamint egy kis, a Dráva bal partjára is átnyúló folt Dél-Zalában).

A Pannonicum értelemszerűen kiterjed a szomszédos országok határmenti területeire is. A közvetlen határvidéken kétfelé terjed túl jelentősebben:
- Szerbia és Románia határvidékén, a Duna és a Tisza alluviális síkságán több mint száz kilométernyit nyúlik az országhatártól dél felé, ahol is a szubmediterrán flóraterület bánsági (vagy kelet-balkáni) flóratartományába megy át;
- Észak-északnyugat felé (az alpi és a kárpáti flóratartomány között) a Bécsi-medencén át Dél-Morvaországig ér.

## Fő jellemzői
Mivel a Pannonicum:
- több karakteres és egymástól markánsan különböző flóratartomány között helyezkedik el;
- földtörténeti közelmúltjában egymástól erősen különböző éghajlatú szakaszok váltakoztak,

növényvilága meglehetősen gazdag. Magyarországról közel háromezer növényfajt írtak le; ebből mintegy 2350 a virágos növény. A mediterrán és a kontinentális-pusztai flóraterület viszonylagos közelsége miatt ezek közt viszonylag sok a kontinentális és szubmediterrán faj és kevesebb a szubatlanti elem – azok is főleg a Nyugat-Dunántúlon élnek. A keleti-kontinentális fajok főleg a Nagyalföldön, még inkább a Carpaticum flóratartomány mezőségi flóravidékén terjedtek el – utóbbiban sok a pontuszi sztyeppnövény is. A hegyvidéken (Carpaticum) viszonylag sok, a medencében pedig a sokirányú hatás eredményeként viszonylag kevés a bennszülött faj A legtöbb bennszülött fajt a Keleti Kárpátokban (Transsylvanicum flóravidék) találjuk. Magyarország jelenlegi területén húsznál kevesebb bennszülött növényfaj él.
A kelet-balkáni (moesiai) flóraelemek az Al-Duna felől hatolnak be a Kárpát-medencébe, a Déli-Kárpátok, Deliblát magasságán túl alig terjednek. Az erdélyi flóra (dacikus elemek) közelsége némileg a Nyírségben és az Északi-középhegységben (Matricum flóravidék) érezteti hatását. A nyugat-balkáni (illír) elemek Szlavónián keresztül egészen a Balaton vonaláig gyakoriak.
A többszöri klímaváltozás eredményeként a medencében nemcsak jégkorszaki (hidegkedvelő), de a pleisztocén előtti meleg klímából megőrzött mediterrán-szubmediterrán reliktum fajokat is találunk.

## Növényzetének kialakulása

### Harmadkor
A jégkorszak előtti időkből csak kevés növénypopuláció és vegetációtöredék maradt fenn, ezért a harmadkori hatások a Pannonicum vegetációtörténetében elhanyagolhatóak. A harmadkor éghajlata a mostaninál több fokkal melegebb volt, és a Kárpát-medencét az idő tájt uraló melegkedvelő fajok közül csak némely, különleges körülmények között maradt fenn néhány fajuk:
- Melegvizű források, tavak harmadkori reliktumai:
  - nílusi lótusz (Nymphaea lotus ssp. thermalis): Nagyvárad (Püspökfürdő),
  - tengermelléki káka (Schoenoplectus litoralis): Hévíz.
- Hegységek déli lejtőinek reliktumai:
  - keleti gyertyán (Carpinus orientalis),
  - szirti pereszlény (Calamintha thymifolia),
  - magyar kikerics (Colchicum hungaricum),
  - cselling (Cheilanthes maranthae),
  - bakszarvú lepkeszeg (Trigonella gladiata),
  - majomkosbor (Orchis simia),
  - sárgás habszegfű (Silene flavescens)
  - keleti zergevirág (Doronicum orientale).
- Hegységek déli lejtőinek endemizmusai:
  - magyar gurgolya (Seseli leucospermum),
  - magyarföldi husáng (Ferula sadleriana),
  - dolomitlen (Linum dolomiticum),
  - bánáti bazsarózsa (Paeonia officinalis ssp. banatica),
  - magyar méreggyilok (Vincetoxicum pannonicum, syn. Cynanchum pannonicum).

### Jégkorszak (pleisztocén)
A melegkedvelő növények uralmának a mintegy 600 ezer éve kezdődött jégkorszak vetett véget. A szekuláris szukcesszió menetét ettől az időtől viszonylag jól ismerjük. Az eljegesedések idején Európa északi felét összefüggő sarki jégtakaró borította, amely néha elérhette a Kárpátok északi lábát is. A Kárpátok magasabb régióiban gleccserek csúsztak le firnmezőkből. A Magyar Középhegységben havasi növényzet, az Alföldön hideg-száraz löszpuszta és erdős tundra uralkodott. A Kárpát-medencéből a harmadkori melegkedvelő növényzet csaknem teljesen kipusztult, illetve délre, délkeletre vándorolt, és a Földközi-tenger mellékén, valamint Észak-Afrikában, a mai Szaharában talált menedéket. Néhány faj dolomithegységeink déli lejtőin talált magának menedéket – ez az úgynevezett dolomitjelenség.
A jeges periódusok közötti, kisebb-nagyobb felmelegedések (interglaciálisok) idején egyes harmadkori növények átmenetileg és egyre csökkenő számban visszatérhettek a déli refúgiumokból (Balkán, Észak-Afrika).
Pleisztocén maradvány növények:
- Lápokban:
  - európai zergeboglár (Trollius europaeus),
  - lápi nádtippan (Calamagrostis neglecta),
  - füles fűz (Salix aurita),
  - mocsári angyalgyökér (Angelica palustris),
  - lisztes kankalin (Primula farinosa),
  - tőzegkáka (Rhynchospora alba),
  - havasi hízóka (Pinguicula alpina),
  - tőzegáfonya (Vaccinium oxycoccus),
  - tőzegeper (Comarum palustre),
  - gyapjasmagvú sás (Carex lasiocarpa),
  - szibériai hamuvirág (Ligularia sibirica),
  - hüvelyes gyapjúsás (Eriophorum vaginatum),
  - karcsú gyapjúsás (Eriophorum gracile),
  - kereklevelű harmatfű (Drosera rotundifolia).
- Hegységek északi lejtőinek reliktumai:,
  - tiszafa (Taxus baccata),
  - havasi ikravirág (Arabis alpina),
  - sárga ibolya (Viola biflora),
  - tarka nádtippan (Calamagrostis varia),
  - ősz bogáncs (Carduus glaucus),
  - lila csenkesz (Festuca amethystina),
  - győzedelmes hagyma (Allium victorialis),
  - havasi éger (Alnus viridis).
- Hegységek északi lejtőinek endemizmusa:,
  - medvefül kankalin (Primula auricula ssp. hungarica).

A würm eljegesedés végén a Kárpát-medence legelterjedtebb vegetációtípusa a kontinentális hidegsztyepp volt. Az erdőszerű fás növényzet (főként cirbolya-, vörös- és törpefenyő) csak a kedvező mikroklímájú zugokban, vízfolyások mentén valószínűsíthető. A medence a driász II. és driász III. (későglaciális) fázisokban (12 300–10 200 éve) kezdett visszaerdősülni: előbb a nyírligetes erdőstundra, majd a korszak végére a tajga- és tajgaerdő állapot vált jellemzővé.

### Jelenkor (holocén)
A mai növényzet a legutóbbi jégkor utáni (posztglaciális) időszakban kezdett kialakulni.

#### Fenyő-nyír kor
A preboreálisnak is nevezett fenyő-nyír kor nagyjából i. e. 8000-től (más források szerint 8200-tól) i. e. 7000-ig tartott; a közép-európai történelemben ez a mezolitikum (átmeneti kőkor) eleje. Az éghajlat jóval enyhébb volt, mint az eljegesedések alatt, de a mainál így is hűvösebb és szárazabb.
A különböző feltételezések szerint keletről-délkeletről érkező, illetve a Magyar Középhegység déli lejtőiről levándorló (Ősmátra-elmélet), mérsékelten hidegkedvelő, kontinentális elemek elkezdték észak, illetve a hegyvidékek felé kiszorítani a jégkorszaki flórát.
Határozottan megnőtt az erdőterületek aránya – olyannyira, hogy a Kárpát-medence nagy részét tajgaerdők (tajgaszerű nyíres fenyvesek) borították, közöttük pedig lápok, láperdők (nyírlápok) fejlődtek ki. Megjelentek a melegigényes lombos fák első képviselői (szil, hárs, tölgy).
E kor jellegzetes, maradvány jellegű növénytársulásai:
- Nyugat-Dunántúl erdei fenyvesei és tőzegmohalápjai,
- Bakonyalja (Fenyőfő) erdei fenyvesei.

Jellegzetes maradvány fajok (ezek a jégkorszakban is itt éltek):
- európai zergeboglár - Trollius europaeus,
- havasi éger - Alnus viridis stb.

#### Mogyoró kor
A boreálisnak is nevezett mogyoró kor az i. e. 7000-re datált hirtelen felmelegedéstől nagyjából i. e. 5500-ig tartott; a közép-európai történelemben ez a mezolitikum (átmeneti kőkor) vége.
A Kárpát-medence nagy részén keleti, pusztai elemek jelentek meg, terjedtek el. Valószínűtlen, hogy ezek a Keleti-Kárpátok magas hegyláncain át vándoroltak volna be: az újabb elképzelések szerint a jégkorszakban délre szorult sztyeppelemek a Balkánról és a Fekete-tenger mellékéről hatoltak északra. A flóravándorlás iránya a Déli-Kárpátok lábánál ketté vált: keletnek a mai ukrán és dél-orosz puszták felé, nyugatnak pedig a Kárpát-medencébe hatolt – ezért fordul elő sok közös sztyeppelem az Alföldön és a Kelet-európai-síkságon.
E kor jellegzetes, maradvány jellegű növénytársulásai:
- hegy- és dombvidéki tájainkon: mogyorócserjések, hárs- és kőriserdők;
- a Nagyalföldön: füves puszták (klimatikus sztyepp).
- az Északi-középhegységben: hárs-kőris sziklai sztyepperdő (Tilio-Fraxinetum) (hársas-kőrises és sziles-juharos-tölgyes típusokkal)

Jellegzetes maradvány fajok az alföldi száraz gyepek növényei:
- tátorján (Crambe tataria),
- pamacslaboda (Krascheninnikovia ceratoides, syn. Eurotia ceratoides),
- bókoló zsálya (Salvia nutans),
- kisvirágú macskamenta (Nepeta parviflora),
- pozsgás zsázsa (Lepidium cartilagineum) stb.

#### Tölgy kor
A atlantikusnak is nevezett tölgy kor nagyjából i. e. 5500-tól i. e. 2500-ig (különböző szempontú vizsgálatok szerint i. e. 2000-ig, illetve 3000-ig) tartott; a közép-európai történelemben ez nagyjából a újkőkorszak (csiszoltkő-kor).
Az éghajlat némileg csapadékosabbra fordult, de a mainál melegebb maradt. A Kárpát-medencébe föltehetőleg délről és nyugatról szubmediterrán és szubatlanti-szubmediterrán fajok érkeztek.
Hegy- és dombvidékeinket melegkedvelő üde tölgyesek borították el szubmediterrán aljnövényzettel. A szubmediterrán hatás erősödésével párhuzamosan az Alföldön a klimatikus sztyeppet fokozatosan az erdős sztyepp (klimatikus erdőssztyepp) váltotta fel. Ez a molyhos tölgy, a cser és az ezüst hárs bevándorlásának korszaka.
E kor jellegzetes maradvány jellegű növénytársulásai:
- hegyvidékeinken a melegkedvelő tölgyesek.
- az Alföldön az erdős sztyepp maradványai:
  - tatár juharos tölgyes,
  - pusztai tölgyes,
  - sziki tölgyes.

Szubmediterrán reliktum fajok:
- pirítógyökér (Tamus communis),
- szúrós csodabogyó (Ruscus aculeatus),
- fehér aszfodélosz (Asphodelus albus),
- illatos hunyor (Helleborus odorus),
- ligeti szőlő (Vitis sylvestris),
- kígyónyelv páfrány (Ophioglossum vulgatum) stb.

A mintegy i. e. 2500-tól napjainkig tartó bükk kort két fázisra osztjuk:
- I. fázis – i. e. 2500-tól i. e. 800-ig;
- II. fázis – i. e. 800 óta

#### Bükk kor, I. fázis
A tölgy kornak egy lehűlés vetett véget: az éghajlat hűvösebbé vált, a csapadék mennyisége tovább nőtt.
A bükk kor szubatlantinak is nevezett I. fázisában nyugatról és északnyugatról) szubatlanti fajok érkeztek a Kárpát-medencébe, a környező magashegységekből (Alpok, Kárpátok) pedig szubalpin elemek ereszkedtek alá. Hegy- és dombvidékeinken visszaszorultak a xerotherm tölgyesek és bokorerdők, amik helyén (mint a kor neve is jelzi) a bükk és a gyertyán terjedt el. Ezek sok más, hegyvidéki növényfajjal együtt lehatoltak az Alföld peremvidékére is. Az Alföld közepén az erdős sztyepp maradt a klimax társulás.
E kort maradvány növénytársulásai az alföldi maradvány bükkösök:
- Észak-Alföld,
- Dráva-sík.

Az alföldi gyertyános-tölgyesek és a tölgy-kőris-szil ligetek montán elemei:
- kapotnyak (Asarum europaeum),
- sárga árvacsalán (Galeobdolon luteum),
- erdei madársóska (Oxalis acetosella),
- erdei szélfű (Mercurialis perennis),
- enyves zsálya (Salvia glutinosa),
- hegyi veronika (Veronica montana) stb.

#### Bükk kor, II. fázis
Az éghajlat az I. fázisnál kissé melegebbé, kissé szárazabbá és kissé kontinentálisabbá vált (nőtt a hőingadozás).
A bükk és vele a montán elemek nagy része az Alföld peremvidékéről visszahúzódott a környező hegy- és dombvidékekre. Kialakult a jelenlegi magyar flóra és vegetáció.

## A Pannonicum flóravidékei
Hagyományosan öt flóravidékre tagolják. Ezek határvonalai közül a legjelentősebb az úgynevezett közép-dunai flóraválasztó vonal, ami nagyjából a -2 °C-os januári izotermának felel meg. Ez a vonal választja el a meleg-mérsékelt klímaövet (Köppen klímarendszere szerinti „C klíma”) a hideg-mérsékelt klímaövtől („D klíma”). A vonalnak különösen az a szakasza markáns, ahol a Börzsönyben átszeli a Magyar Középhegységet; ez a vonal választja el az Északi-középhegység flóravidékét (Matricum), a Dunántúli-középhegység flóravidékétől (Bakonyicum). Számos, szubmediterrán jellegű növény csak a flóraválasztótól nyugatra, sok kontinentális és kárpáti faj csak attól keletre él.

### 1. Alföldek
Az Alföldek flóravidéke északnyugat felé jóval túlnyúlik határainkon: nemcsak a Bécsi-medence tartozik hozzá, de a Morvamező is. Kelet és dél felé is eltávolodik határainktól, egészen a hegyvidékek lábáig. A flóravidék fő jellemzője, hogy síkság. Flórája alapvetően délkeletről települt be, ezért a pontusi flóraterület növényzetével rokon. A hosszú elszigetelt fejlődés miatt több bennszülött faj is kifejlődött itt.
Éghajlata túlnyomórészt az erdős sztyepp zónáénak felel meg, de eredeti növénytakarójából a mezőgazdaság térhódítása következtében csak töredékek maradtak fenn. A flóravidék magyarországi részét az alábbi flórajárásokra osztjuk:
- 1.1. Kisalföld (Arrabonicum flórajárás);
- 1.2. Mezőföld és Solti-síkság (Colocense flórajárás);
- 1.3. Duna–Tisza köze (Praematricum flórajárás);
- 1.4. Dél-Alföld és Dráva-sík (Titelicum flórajárás);
- 1.5. Tiszántúl (Crisicum flórajárás);
- 1.6. Nyírség (Nyírségense flórajárás);
- 1.7. Észak-Alföld (Samicum flórajárás)

Az igazán jellegzetes faj aránylag kevés. Ismertebb endemikus fajai:
- sóballa,
- magyar nőszirom,
- magyar kökörcsin,
- rákosi csenkesz,
- tartós szegfű,
- debreceni torma.

A fás fajok közül az ártereken jellegzetes:
- fekete galagonya,
- magyar kőris (ez a Dél-Dunántúlon is).

Jellegzetes (klimax) növénytakarója az üdébb homoktalajokon a gyöngyvirágos tölgyes, a szárazabb homok-, illetve löszterületeken a pusztagyepek, löszpusztarétek. Az egykori kiterjedt árterületeket és lápokat borító liget- és láperdőknek már csak nyomai lelhetők fel. A nagyrészt másodlagos szikeseken szolonyec (Tiszántúl), illetve (a Solti-síkságon) szoloncsák szikes puszták alakultak ki, a Tiszántúlon helyenként sziki tölgyesekkel. A kedvezőbb klímájú Nyírségben, valamint a nagyobb folyók (Dráva, Rába, Felső-Tisza) völgyeiben gyakoriak voltak a gyertyános-tölgyesek is.

### 2. Északi-középhegység
A Matricum flóravidék flóravidék a Dunakanyar andezit-vonulataitól a Zempléni-hegységig terjedő hegyvidéki területet öleli fel. Növényzetét a kettősség jellemzi: a 800–900 m magasságot is elérő tetők, az északias lejtők és a szurdokvölgyek sok szempontból a Kárpátokat idézik, az alacsonyabb felszíneken és a déli lejtőkön azonban a pannon flóra a jellemző. A változatos földtani és kőzettani felépítésű hegyvidéket zárt erdőtakaró borítja. Az alacsonyabb hegyek uralkodó erdőtársulása a cseres-tölgyes, a magasabb régióké a gyertyános-tölgyes. 750–800 m között a bükk uralkodik: a hegyvidéki bükkösök (montán bükkös) elegyetlen állományai a 800 m fölötti fennsíkokon és a 900 m körüli tetőkön, az elegyes bükkösök (szubmontán bükkös) az alacsonyabb, északi lejtőkön. Az alacsonyabban fekvő, száraz, bázikus talajokon molyhos-, illetve kocsánytalan tölgyesek, illetve sziklai erdők, a sekély váztalajokon sziklagyepek, pusztafüves lejtők alakultak ki.
A Matricum flórajárásai:
- 2.1. Zempléni-hegység (Tokajense flórajárás);
- 2.2. Tornai-karszt (Tornense flórajárás);
- 2.3. Bükk (Borsodense flórajárás);
- 2.4. Mátra (Agriense flórajárás);
- 2.5. Börzsöny és Cserhát (Neogradense flórajárás).

Az Északi-középhegység flórája kontinentálisabb, mint a Dunántúli-középhegységé, bár van néhány jellegzetes, közös fajuk:
- tiszafa,
- Sadler-husáng,
- havasi hagyma.

A tucatnyi endemikus faj közül az ismertebbek:
- tornai vértő,
- magyar nyúlfarkfű.

A dacikus flórára jellemző fajok:
- pirosló hunyor,
- telekivirág.

A kárpáti-dealpin flóra képviselői:
- fekete lonc,
- kárpáti sisakvirág,
- pávafarkú salamonpecsét,
- sugárkankalin,
- ikrás fogasír.

Kontinentális hatást jelző fajok:
- szirti gyöngyvessző,
- sajmeggy.

### 3. Dunántúli-középhegység
A Dunántúli-középhegység (Bakonyicum flóravidék) növényvilágában nagyobb szerephez jutnak a szubmediterrán, balkáni és kelet-alpesi flóraelemek, mivel a flóravidék makroklímája szubmediterrán jellegű. A nehezen erdősülő, szélsőséges mikroklímájú dolomitszirteken számos reliktum faj és -társulás maradt fenn. Az uralkodó növénytársulása a cseres-tölgyes (Quercetum petraeae-cerris), a gyertyános-tölgyes és a szubmediterrán molyhos-tölgyes (Vicio sparsiflorae-Quercetum pubescentis). Ezek egyes területeken (Kelet-Bakony, Balaton-felvidék) zonális helyzetbe kerülnek.
A mészkő- és dolomithegységekben a mészkedvelő tölgyesek dominálnak. A magasabb térszíneken gyakoriak a középhegységi bükkösök – a bükkösök a Magas Bakony kivételével extrazonális helyzetűek. Az erőteljes szubmediterrán hatást elsősorban a meredek, délnek néző sziklás lejtők bokorerdei (Cotino-Quercetum pubescentis) és gyeptársulásai, valamint az északi lejtők reliktum jellegű elegyes karszterdői (Fago-Ornetum) tükrözik.
A Balaton-felvidéken megtalálhatók a balkáni száraz tölgyesek, karsztbokorerdők és bokorerdők, a szárazabb termőhelyeken sziklagyepek és sziklai cserjések. A hegység peremén egykor lösztölgyesek nőttek.
A Bakonyicum flórajárásai:
- 3.1. Pilis–Budai-hegység (Pilisense flórajárás)
- 3.2. Vértes és Bakony (Vesprimense flórajárás)
- 3.3. Balaton-vidék (Balatonicum flórajárás)
- 3.4. Dunazug-hegyvidék (Visegradense flórajárás).

A Dunántúli-középhegységben több a bennszülöttnek tekinthető faj, mint az Északi-középhegységben. Endemikus lágyszárúak:
- pilisi len,
- budai nyúlfarkfű;

a fás növények közül bennszülött a berkenyék számos „kisfaja” és a magyar körte. A flórában feltűnik ugyan néhány dealpin-kárpáti faj (mint például a füles kankalin), de ezeknél jellegzetesebbek a szubmediterrán fajok, főleg a dolomithegységekben:
- cserszömörce,
- virágos kőris,
- nagylevelű madárbirs.

### 4. Dél-Dunántúl
A Dél-Dunántúli flóravidéken – mint ezt a bevezetőben jeleztük – sok a nyugat-balkáni flóraelem, és ezek mellett az atlanti flóraelemek is megjelennek. A növényzet délről északra, illetve nyugatról keletre haladva is jellegzetesen változik: a mediterrán, a szubmediterrán és a balkáni elemek csökkenésével nő a pannóniai, xeroterm elemek szerepe. A Mecsekben és a Villányi-hegységben kelet-balkáni hatások is érvényesülnek, olyannyira, hogy a Villányi-hegységet számos kutató afféle szigetként az Illiricum flóratartományhoz sorolja.
A flóravidék jellemző társulásai a kiterjedt cseres-tölgyesek mellett a kedvező klimatikus hatásoknak köszönhetően az illír gyertyános-tölgyesek és a bükkösök (Aremonio-Fagion), a síkságokon pedig a liget- és láperdők. Az illír bükkösök és gyertyános-tölgyesek a flóravidék délnyugati részén a sík vidéken is nőnek. A szárazabb dombvidéket cseres-kocsánytalan tölgyesek borítják elegyes ezüst hárssal. Külső-Somogy és Tolna löszdombjait egykor lösz- és karszttölgyesek borították. Belső-Somogy völgyeiben gyakoriak az égerlápok.
A flóravidéket négy flórajárásra tagoljuk:
- 4.1. Mecsek (és Villányi-hegység) (Sopianicum flórajárás);
- 4.2. Külső-Somogy (Kaposense flórajárás);
- 4.3. Belső-Somogy (Somogyicum flórajárás);
- 4.4. Zalai-dombvidék (Saladiense flórajárás).

Jellegzetes fás növényei:
- ezüst hárs,
- jerikói lonc,
- szelídgesztenye.

Tipikus illír lágyszárúak:
- szúrós csodabogyó (Ruscus aculeatus),
- lónyelvű csodabogyó (Ruscus hypoglossum),
- pirítógyökér,
- bánáti bazsarózsa,
- illatos hunyor,
- olasz müge,
- majomkosbor.

### 5. Nyugat-Dunántúl
A Nyugat-Dunántúli flóravidék növényzete is átmeneti jellegű, méghozzá az atlanti-mediterrán flóra irányába. Ezt jelzik az alábbi fajok:
- erdei ciklámen,
- királyné gyertyája,
- magyar varfű,
- seprőzanót,
- csarab,
- szelídgesztenye.

A flóravidék keleti határa aránylag bizonytalan, mert kevés a jellegzetes faj. A magashegységekből számos, ún. dealpin flóraelem ereszkedett le ide, balkáni és szubmediterrán elemek viszont alig fordulnak elő. Mivel viszonylag sok a csapadék, gyakoribbak a savanyú talajok növénytársulásai. Vas és Zala dombjain gyertyános- és cseres-tölgyesek, az Alpokalján acidofil kocsánytalan tölgyesek és bükkösök is gyakoriak; az Őrség és Göcsej gyertyános–tölgyeseibe erdei fenyő elegyedik. A Lajta-hegység mészkövén bazofil száraz tölgyeseket, pontuszi-mediterrán fajokban gazdag sztyeppréteket találunk. A vegetációt egyes tűlevelűek, főként az erdei fenyő (Pinus sylvestris), valamint a számos helyen megtalálható tőzegmohalápok teszik sajátossá. Az erdei fenyő lombos fafajokkal elegyedve olyan, kiterjedt állományokat (Pino-Quercetalia) alkot, amiket az Alpokalja zonális erdőtársulásaiként is felfoghatunk.
Flórajárásai:
- 5.1. Göcsej (göcseji);
- 5.2. Őrség és Vasi-dombság (vasi);
- 5.3. Lajta-hegység (lajtai).